# Лилия карликовая
Лилия карликовая (лат. Lilium pumilum) — многолетнее луковичное растение; вид рода Лилия.

## Ботаническое описание

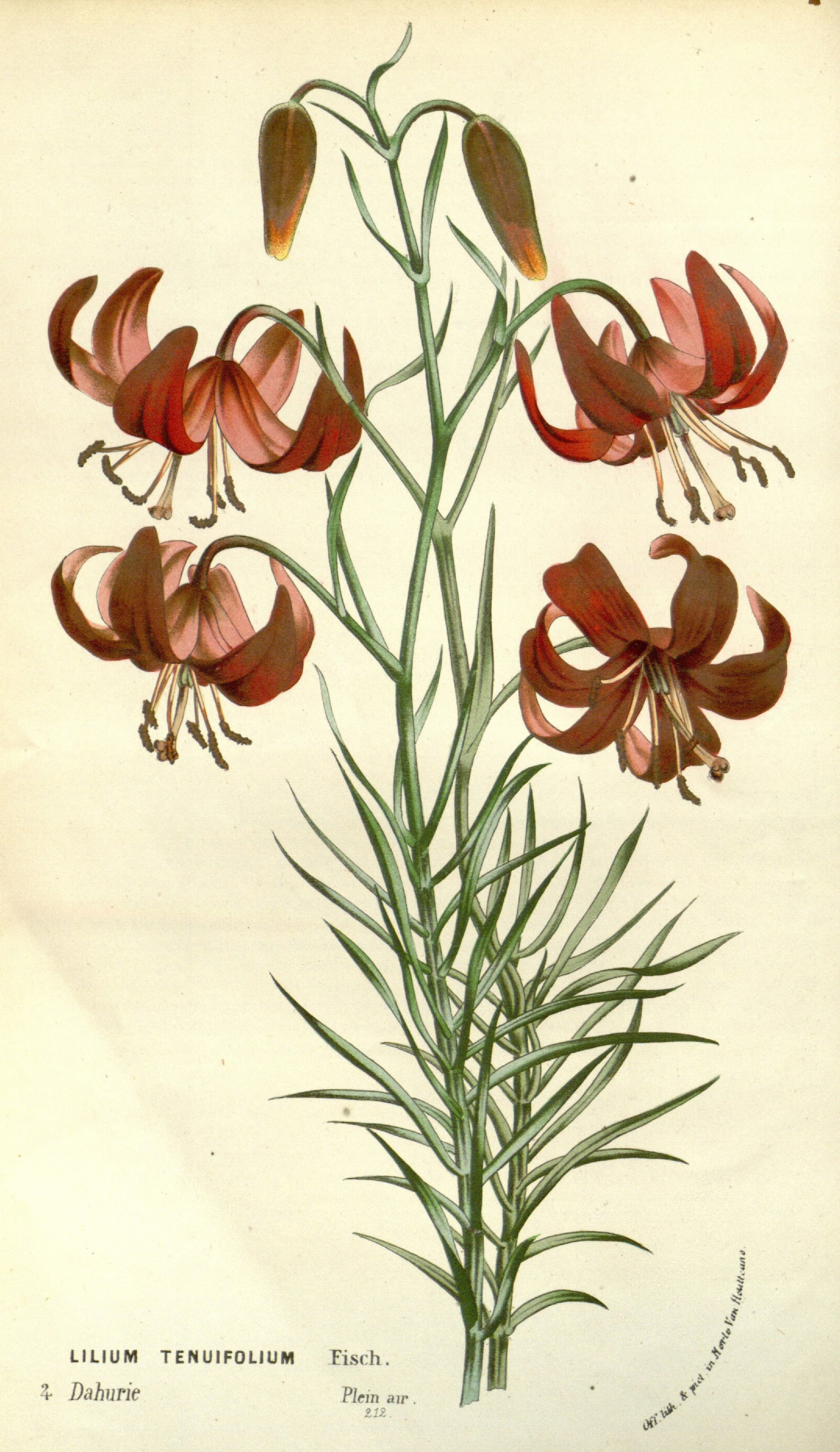

Лилия карликовая — многолетнее травянистое растение, высотой от 15 до 60 см. Луковицы округлые или конические, достигают в диаметре 2-3 см, покрыты белыми чешуйками. Стебель голый, густо-облиственный в средней части, иногда с фиолетовым оттенком. Листья линейные, длиной от 3,5 до 9 см и шириной от 1,5 до 3 см. Распределены по стеблю, но скапливаются в центре растения. На нижней стороне листа выделяется средняя жилка, край листа папиллозный.
Цветение с июня по август одиночным свежим оранжевым душистым цветком или несколькими (при выращивании до 20) килеватыми цветками в метёлке с блестящей текстурой. Гермафродитные цветки трехзубчатые. Шесть одинаковых по форме лепестков (чашелистиков) сильно изогнуты (форма Türkenbund) и имеют длину от 4 до 8 см. Основной цвет цветков светло-красный без пятен или с несколькими пятнами у основания. Каждый цветок имеет три плодолистика и шесть тычинок. Пыльники жёлтые, пыльца пурпурная, нити длиной 12-25 мм, красновато-белые. Нектарники папиллозные с обеих сторон. Семена созревают в удлинённых семенных капсулах длиной до 1,8 см с сентября по октябрь и прорастают сразу же — эпигаевидно[прояснить].
Число хромосом 2n = 24.

## Распространение и экология
Встречается на лесных опушках или лугах, в зарослях кустарников, скалах на высоте от 400 до 2600 метров.
Естественный ареал охватывает китайские провинции Ганьсу, Хэбэй, Хэйлунцзян, Цинхай, Шэньси, Шаньдун и Шаньси, но также встречается в Корее, Монголии, Центральной и Восточной Сибири.